# 克利夫頓 (北卡羅萊納州)
克利夫頓（英語：Clifton）是位於美國北卡羅萊納州阿什縣的非建制地區。

## 歷史
克利夫頓的郵局於1882年設立，其後於1957年停運。

## 地理
克利夫頓所處的海拔為高於海平面844米（即2769英呎），而該地所採用的時區為UTC-5，即北美东部时区（EST）。同時該地設有夏令時間，為UTC-5調快一小時，即UTC-4（EDT）。